# Gle Alue Badak
Gle Alue Badak är ett berg i Indonesien.   Det ligger i provinsen Aceh, i den västra delen av landet, 1 800 km nordväst om huvudstaden Jakarta. Toppen på Gle Alue Badak är 318 meter över havet.
Terrängen runt Gle Alue Badak är varierad.Runt Gle Alue Badak är det mycket glesbefolkat, med 4 invånare per kvadratkilometer. I omgivningarna runt Gle Alue Badak växer i huvudsak städsegrön lövskog.